# Ålgräsanemon
Ålgräsanemon (Sagartiogeton viduatus) är en havsanemonart som först beskrevs av Otto Friedrich Müller 1776. Ålgräsanemonen ingår i släktet Sagartiogeton och familjen Sagartiidae. Arten är reproducerande vid svenska västkusten. Inga underarter finns listade i Catalogue of Life.